# Шонтин, Абиш
Абиш Шонтин (каз. Әбиш Шонтин; 1917 год, Астраханская губерния — 1977 год) — старший чабан колхоза «Каражар» Байганинского района Актюбинской области, Казахская ССР. Герой  Социалистического Труда (1948).
Родился в 1907 году в крестьянской семье в Астраханской губернии. С 1929 года трудился в сельскохозяйственной артели в Табынском районе (сегодня — Байганинский район). Потом работал чабаном в колхозе «Каражар» (позднее — колхоз имени Калинина) Байганинского района. Позднее был назначен старшим чабаном.
В 1947 году бригада Абиша Шонтина вырастила 713 ягнят от 581 овцематок (в среднем по 123 ягнят от каждой сотни овцематок). Указом Президиума Верховного Совета СССР от 23 июля 1947 года удостоен звания Героя Социалистического Труда с вручением ордена Ленина и золотой медали «Серп и Молот» «за получение высокой продуктивности животноводства в 1947 году при выполнении колхозом обязательных поставок сельскохозяйственных продуктов и плана развития животноводства».
Участвовал во Всесоюзной выставке ВДНХ. В 1959 году бригада Абиша Шонтина получила в среднем по 65 килограмм веса с каждой овцы.
С 1963 года — заведующий овцеводческой фермой.
Скончался в 1977 году.